# Rudersdorf (Berching)
Rudersdorf war ein Gemeindeteil der inzwischen aufgelösten Gemeinde Holnstein im damaligen Landkreis Beilngries.
Rudersdorf ist mittlerweile mit Holnstein baulich verbunden. Durch den Ort fließt die Unterbürger Laber. Kirchlich gehört es zur Pfarrei Holnstein im Dekanat Neumarkt in der Oberpfalz.

## Geschichte
In den Amtlichen Ortsverzeichnissen für Bayern wurde Rudersdorf letztmals in der Ausgabe von 1964 unter der Gemeinde Holnstein aufgeführt, als „mit Holnstein verbunden“. Folglich wurde der Ort zwischen 1964 und 1973 als Gemeindeteil aufgehoben. Am 1. Mai 1978 wurde die Gemeinde Holnstein mit ihren damaligen Gemeindeteilen Altmannsberg, Butzenberg, Holnstein, Matzenhof, Ritzermühle, Simbach  und Wackersberg nach Berching eingemeindet.
1983 wurde Rudersdorf an die Wasserversorgung der Ittelhofener Gruppe angeschlossen.